# Saint-Symphorien-d'Ancelles
Saint-Symphorien-d'Ancelles is een gemeente in het Franse departement Saône-et-Loire (regio Bourgogne-Franche-Comté). De plaats maakt deel uit van het arrondissement Mâcon. Saint-Symphorien-d'Ancelles telde op 1 januari 2022 1.128 inwoners.

## Geografie
De oppervlakte van Saint-Symphorien-d'Ancelles bedroeg op 1 januari 2022 6,13 vierkante kilometer; de bevolkingsdichtheid was toen 184 inwoners per km².

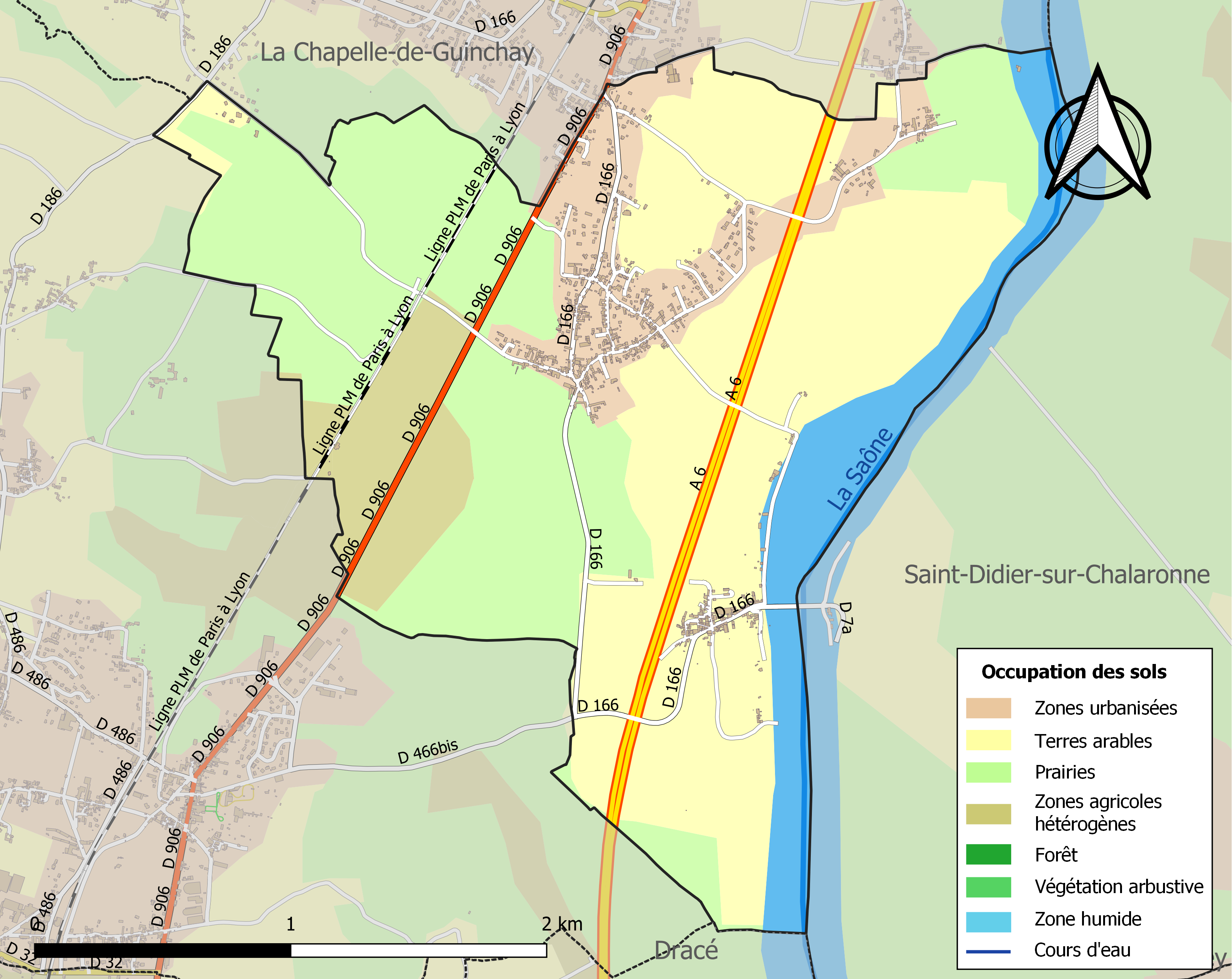
Kaart van de gemeente met de belangrijkste infrastructuur, bodemgebruik en omliggende gemeenten

## Demografie
Onderstaande figuur toont het verloop van het inwonertal (bron: INSEE-tellingen).